# Кейт Фейгі
Кейт Фейгі (англ. Keith Fahey, * 15 січня 1983, Дублін) — ірландський футболіст, півзахисник клубу «Бірмінгем Сіті».
Також відомий виступами за «Сент-Патрікс Атлетік» та національну збірну Ірландії.
Володар Кубка англійської ліги. 

## Клубна кар'єра
Вихованець футбольної школи клубу «Арсенал», до якої потрапив 1998 року у 15-річному віці.
2000 року уклав професійний контракт з клубом «Астон Вілла», в якому провів два сезони, так й не вийшовши на поле в офіційних матчах головної команди клубу. 
У 2003 повернувся до Ірландії, де до 2009 року захищав кольори місцевих клубів «Сент-Патрікс Атлетік» та «Дрогеда Юнайтед».
З 2009 року знову виступає в Англії, грає у складі команди «Бірмінгем Сіті». Наразі встиг відіграти за команду з Бірмінгема 88 матчів в національному чемпіонаті.

## Виступи за збірну
2010 року дебютував в офіційних матчах у складі національної збірної Ірландії. Наразі провів у формі головної команди країни 15 матчів, забивши 3 голи.

## Титули і досягнення
- Володар Кубка ірландської ліги (1):

«Сент-Патрікс Атлетік»: 2003
- Володар Кубка Ірландії (1):

«Сент-Патрікс Атлетік»: 2014
- Володар Кубка Футбольної ліги (1):

«Бірмінгем Сіті»: 2010–11
- Володар Кубка Президента (1):

«Сент-Патрікс Атлетік»: 2014